# Акакі
Ака́кі — місто в центральній частині Ефіопії. Є містом-супутником столиці Аддис-Абеби.
Населення міста становить 113 316 осіб (липень 2022).
В місті працюють металургійний завод (переробний), завод з виробництва металоконструкцій та труб, текстильна та фанерна фабрики.